# Palau nos Jogos Olímpicos de Verão de 2004
Palau competiu nos Jogos Olímpicos de Verão de 2004, em Atenas, na Grécia.
Os atletas de Palau alcançaram os padrões de qualificação nos seguintes eventos de atletismo:
Masculino
Eventos de pista e estrada
| Atleta       | Evento | Heat      | Heat          | Quarterfinal | Quarterfinal  | Semifinal   | Semifinal     | Final       | Final         |
| Atleta       | Evento | Resultado | Classificação | Resultado    | Classificação | Resultado   | Classificação | Resultado   | Classificação |
| ------------ | ------ | --------- | ------------- | ------------ | ------------- | ----------- | ------------- | ----------- | ------------- |
| Russel Roman | 200 m  | 24.89     | 8             | Não avançou  | Não avançou   | Não avançou | Não avançou   | Não avançou | Não avançou   |